# Ponte de Sor
Ponte de Sor est une ville portugaise, dans le district de Portalegre, région de l'Alentejo et de la sous-région de l'Alto Alentejo, avec environ 11 000 habitants, elle appartenait encore à l'ancienne province du Ribatejo, mais actuellement, sans aucune signification politique et administrative (la population de Ponte de Sor est divisée entre ceux qui se sentent de la région du Ribatejo et ceux qui se sentent de la région de l'Alentejo).
Elle est le siège d'une municipalité de 839,230 km2 et une population d'environ 20 000 habitants, composée de 7 districts : Foros de Arrão, Galveias, Longomel, Montargil, Ponte de Sor, Vale de Açor et Tramaga.
Ponte de Sor est une ville riche en gastronomie, ayant certains des meilleurs restaurants de la région. Elle détient un seul monument historique, le pont romain sur la rivière nommée « Sor » qui a donné le nom à la ville « ponte de Sor » (pont du Sor).
La municipalité de Ponte de Sor est en progression. Son économie repose sur une forêt riche composée de Chênes-lièges et une abondance de ressources en eau. La rivière Sor et le barrage de Montargil sont des exemples paradigmatiques à cet égard. Le riz, l'huile, le maïs, le blé, les haricots et les fruits sont les principales productions agricoles de la région.
Ponte de Sor a été élevé à la catégorie de ville, le 8 juillet 1985 et est maintenant une référence pour l'industrie du liège dans le monde entier. Cependant, elle ne se limite pas à l'industrie du liège, elle détient d'autres sociétés liées à l'industrie automobile, l'aéronautique, de la transformation des produits agricoles, de construction, etc.